# Roșia Nouă
Roșia Nouă – wieś w Rumunii, w okręgu Arad, w gminie Petriș. W 2011 roku liczyła 317 mieszkańców. 